# Hymenoscyphus fraxineus
Hymenoscyphus fraxineus är en svampar som först beskrevs 2006 av Tadeusz Kowalski. Arten ingår i släktet Hymenoscyphus och divisionen sporsäcksvampar. Inga underarter finns listade i Catalogue of Life. Svampen orsakar askskottsjuka.

## Taxonomi

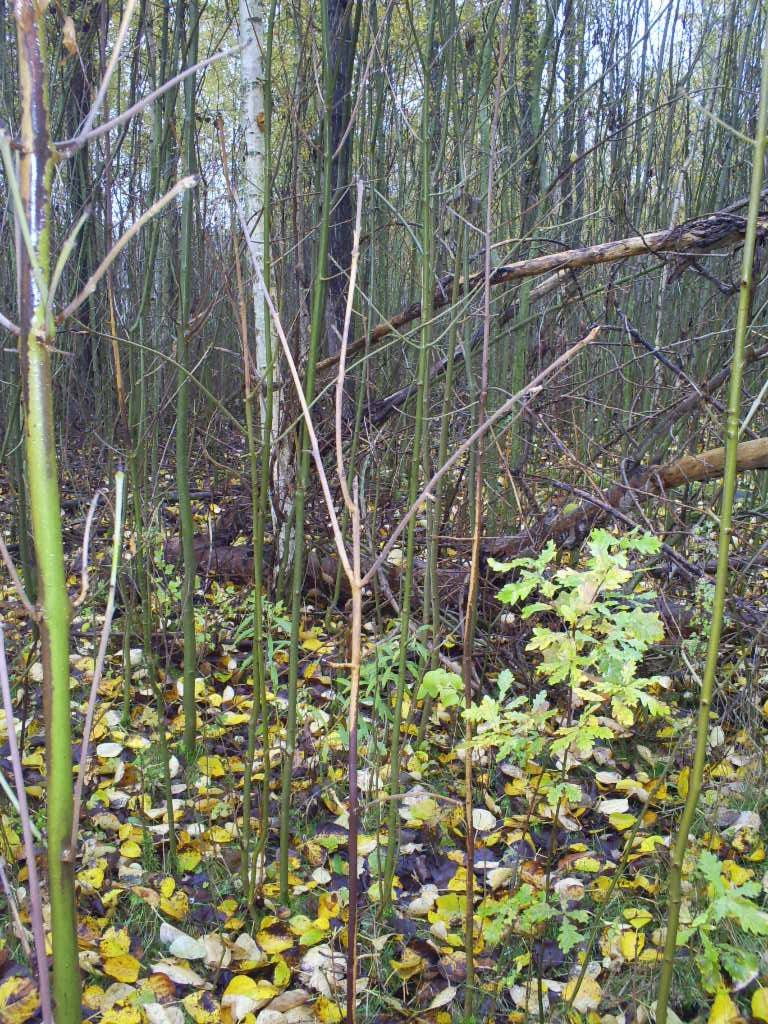
Symptom på askskottsjuka.

Sporsäcksvampen som orsakar sjukdomen askskottsjuka beskrevs först 2006 som Chalara fraxinea, av en grupp ledd av den polska mykologen Tadeusz Kowalski. Detta baserades på de Chalara-liknande asexuella reproduktiva strukturerna som svampen uppvisar. Några år senare upptäcktes dess sexuella tillstånd vilket beskrevs som Hymenoscyphus albidus, men som senare fastställdes vara en ny art, och beskrevs som H. pseudoalbidus (Queloz et al. 2011). När de vetenskapliga namnen på de sexuella och asexuella tillstånden publicerades, var det fortfarande accepterat att ha två namn på samma svampart. Med nya taxonomiska regler för svampar tvingade de två vetenskapliga namnen C. fraxinea 2006 och H. pseudoalbidus 2011, att slås ihop. Det nya namnet blev därmed Hymenoscyphus fraxineus (T. Kowal.) Baral et al. (2014).